# Hans Hedemann

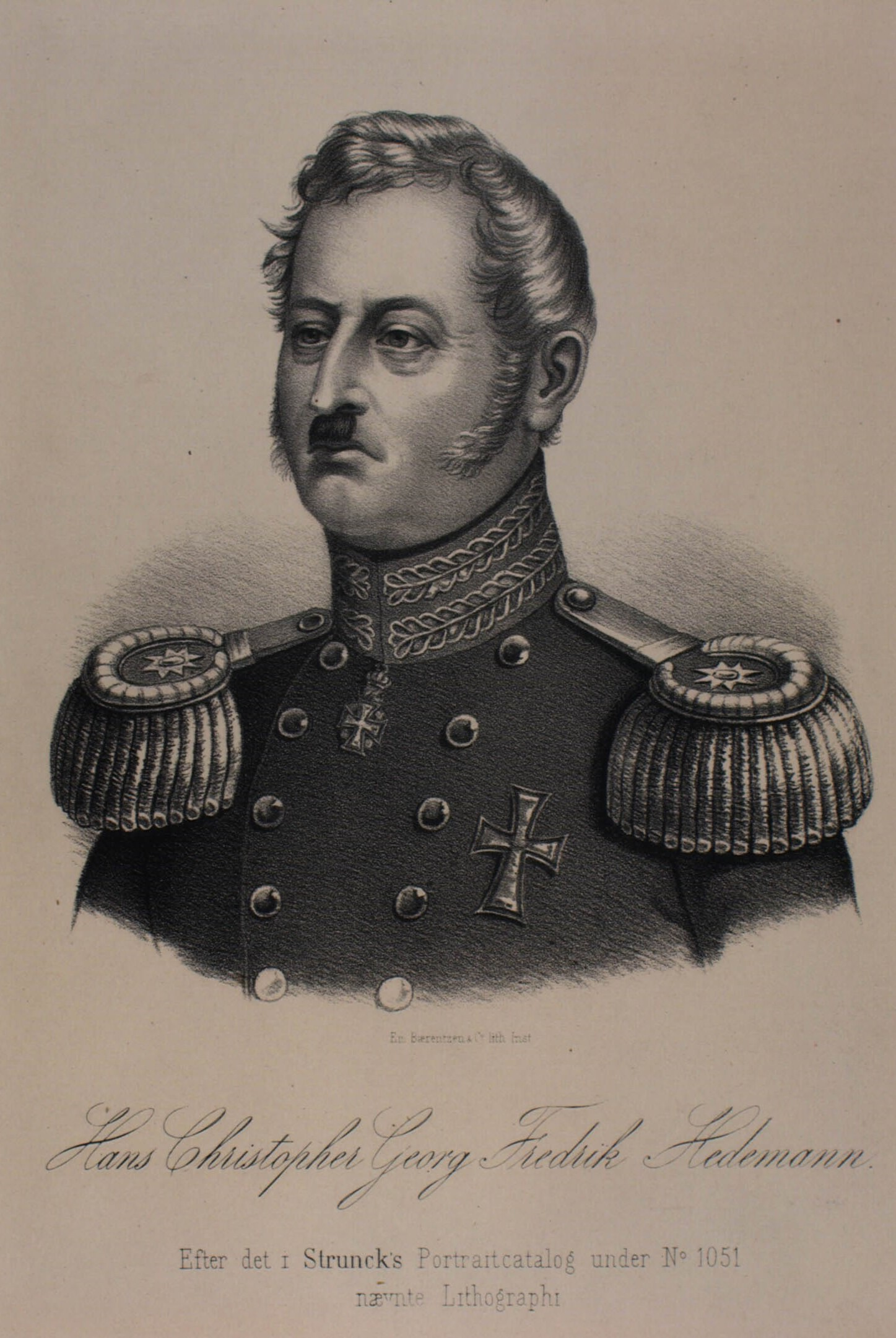
Hans Hedemann

Hans Christopher Georg Friederich Hedemann (* 7. Juli 1792 in Flensburg; † 31. Mai 1859 in Kopenhagen) war ein dänischer Offizier, zuletzt Generalleutnant der dänischen Armee.

## Leben
Hedemann trat vor 1803 in das dänische Kadettenkorps ein. 1808 erlangte er das Dienstalter als Fähnrich, wurde 1809 Leutnant und Oberleutnant und 1819 Stabshauptmann. 1811 trat er in das 1. Jütländische Infanterieregiment ein, wobei er 1820 zum Hauptmann ernannt wurde. 1832 erreichte er das Dienstalter eines Majors und wurde schließlich 1836 auch zum Major befördert. Bei der Reorganisation der Armee 1842 wurde er Oberstleutnant und Kommandeur des 10. Bataillons, 1846 Kommandeur des 1. Jägerkorps und Kommandant des Kastells von Kopenhagen. Zu Neujahr 1847 bekam er den Charakter eines Obersten verliehen.
Bei Ausbruch der Schleswig-Holsteinischen Erhebung ab dem Frühjahr 1848 ernannte Kriegsminister Anton Frederik Tscherning den relativ jungen Oberst zum General und bald darauf zum Generalmajor. Er erhielt das Oberkommando über die dänische Armee, wobei General Læssøe als Generalstabschef amtierte. Hedemann und Læssøe pflegten ein gutes Verhältnis, obwohl Hedemann häufig aus der Situation heraus und ohne Rücksprache mit Læssøe oder Tscherning Entscheidungen traf. Dieses Vorgehen bewährte sich allerdings bei den Gefechten bei Bau und bei Schleswig am 9. und 23. April. Hedemanns Beziehung zu Kriegsminister Tscherning war allerdings problematisch, da dieser sich schwer tat, Hedemann einen weiten Entscheidungsspielraum einzuräumen. 
Nach der Schlacht von Schleswig und der Niederlage im Gefecht bei Oeversee entsandte Tscherning den Oberst im Generalstab und späteren Kriegsminister Christian Frederik von Hansen zum Armeeoberkommando, mit der Befugnis, im erforderlichen Umfang einzugreifen, falls die Armeeführung nicht in Tschernings Sinn agierte. Hansen sah zunächst keinen Grund zum Eingreifen und übernahm in der Folge das Kommando über die nach Alsen zurückgegangenen Teile der dänischen Armee. Hedemann wurde befohlen, das Kommando über die nach Fünen ausgeschifften Armeeteile zu übernehmen. Da diese Armeeteile wesentlich kleiner waren, protestierte Hedemann gegen diese Regelung und drohte mit Rücktritt. Im Mai einigten sich das Armeeoberkommando und das Kriegsministerium darauf, mit den auf Alsen stehenden Truppen erneut offensiv zu werden und die von den deutschen besetzte Sundewitt Halbinsel anzugreifen. Zuvor schickte Tscherning seinen Adjutanten Johannes Harbou ins Armeehauptquartier, der aber nicht in die Angriffsvorbereitungen eingriff. In der Folge verliefen die Kämpfe bei Nübel am 28. Mai und Düppel am 5. Juni erfolgreich für die Dänen.
Hedemann wurde schließlich am 16. Juli vom Oberkommando der Armee enthoben. Ob dies auf ein Eingreifen von Harbou zurückzuführen war, oder mit dem einsetzenden Waffenstillstand zusammenhing, ist nicht bekannt. In der Folge ging Hedemann nach Kopenhagen, um dort den Vorsitz eines beratenden Ausschusses unter dem Kriegsministerium zu übernehmen. Gleichzeitig wurde er auch wieder Kommandant der Zitadelle. Hedemann überwand diese Herabsetzung nicht, obwohl der König ihn außerdem zum Kammerherrn und 1853 zum Ritter des Großkreuzes vom Dannebrog ernannte.
Eine zunehmende Augenschwäche veranlasste Hedemann 1854, inzwischen zum Generalleutnant ernannt, um seinen Rücktritt zu ersuchen. Hedemann starb 1859 in Kopenhagen, er wurde auf dem Garnisonsfriedhof beigesetzt, wo sein Grab mit seinem Porträtmedaillon erhalten ist.

## Nachkommen
Hedemann war der Vater des späteren dänischen Generals Johan Hedemann (1825–1901), der bereits unter seinem Vater bei den Kämpfen in Nübel und Düppel gedient hatte, und des späteren Generals und Politikers Marius Hedemann (1836–1903). Seine Enkelin Fanny Eleonora Hedemann (1860–1946) war mit dem Seeoffizier Rørd Regnar Johannes Hammer (1855–1930) verheiratet.